# Мандликова, Гана
Гана Ма́ндликова (чеш. Hana Mandlíková; р. 19 февраля 1962, Прага) — бывшая чехословацкая и австралийская профессиональная теннисистка и теннисный тренер.
- Пятикратная победительница турниров Большого шлема в одиночном и женском парном разряде
- Победительница чемпионата Virginia Slims (март 1986) в парном разряде
- Трёхкратная обладательница Кубка Федерации в составе сборной ЧССР
- Член Международного зала теннисной славы с 1994 года.

## Личная жизнь
Гана Мандликова — дочь чехословацкого спринтера Вилема Мандлика, 11-кратного чемпиона ЧССР и участника Олимпийских игр 1956 и 1960 года. Благодаря связям отца в спортивных кругах, Гана с первых дней карьеры работала с лучшими тренерами.
В 1986 году Мандликова вышла замуж за предпринимателя из Австралии Яна Седлака. Бракосочетание состоялось в дни проведения Кубка Федерации в Праге. При этом свадьбы как таковой не было: вечер после объявления о браке Мандликова провела с подругами в доме у своих родителей и там же осталась ночевать без жениха. 1 января 1988 года получила австралийское гражданство. После церемонии объявила, что больше не будет выступать под флагом Чехословакии, несмотря на то, что уже была включена в состав олимпийской делегации ЧССР на предстоящие Олимпийские игры в Сеуле. Через год после получения австралийского гражданства Мандликова развелась, что вызвало подозрения в том, что брак был только средством для получения гражданства. Хотя она купила дом в австралийском штате Квинсленд, по свидетельствам соседей, она там почти не появлялась. Позднее она решила родить и вырастить детей в однополом союзе.
Её дочь Элизабет Мандлик 2001 года рождения также является профессиональной теннисисткой и выступает за США.

## Игровая карьера

### Первые годы карьеры
Когда Гане было 8 с половиной лет, отец сделал ей деревянную ракетку и нарисовал на стене комнаты мишень, чтобы она могла тренироваться.
В 1978 году Мандликова стала чемпионкой мира ITF среди юниорок. В том же году она побеждает на первых двух турнирах в карьере, а на следующий год выигрывает пять турниров в одиночном разряде и один в парах; четыре из этих побед пришлись на декабрь. Во втором круге Открытого чемпионата Франции 1979 года она побеждает шестую ракетку мира Сью Баркер. С 1979 года она также выступает за сборную ЧССР в Кубке Федерации. В своём первом матче за сборную она тоже взяла верх над Баркер.
В 1980 году, в 18 лет она выигрывает свой первый турнир Большого шлема; это происходит на Открытом чемпионате Австралии. Перед этим она вышла в полуфинал Открытого чемпионата Франции и финал Уимблдонского турнира, оба раза уступив в трёх сетах Крис Эверт. На Уимблдоне в четвёртом круге она победила вторую ракетку мира Мартину Навратилову. В сентябре, на турнире в Атланте, ей удалось обыграть и Эверт. По итогам сезона, в котором она выиграла шесть турниров, Мандликова удостаивается награды WTA в категории «Прогресс года».
На следующий год к своим титулам Мандликова добавляет победу на Открытом чемпионате Франции, где в полуфинале она одолела Эверт, на тот момент первую ракетку мира, а спустя месяц той же Эверт проигрывает в финале Уимблдона.
С 1980 года Мандликову тренирует нидерландская теннисистка Бетти Стове, с которой они вместе выиграли два турнира в парном разряде. Стове разработала для Мандликовой особый режим с длительными периодами отдыха между турнирами, чтобы бороться с психологической нагрузкой. С её помощью Мандликова преодолела длительный спад в начале 80-х годов, когда с сентября 1981 года она больше двух лет не могла добиться победы в турнире. Впрочем, даже во время этого относительного спада Мандликова остаётся одним из лидеров женского тенниса: в 1982 году она доходит до финала Открытого чемпионата США, а в 1983 году в составе сборной Чехословакии выигрывает Кубок Федерации, не проиграв ни одного из шести проведенных матчей.

### Пик карьеры
Возвращение Мандликовой состоялось в январе 1984 года. За месяц она выиграла три турнира, причём в Окленде одержала победы последовательно над тремя теннисистками, посеянными в турнире под первыми номерами. В финале турнира в Окленде она прервала серию из 54 побед подряд, одержанных первой ракеткой мира Навратиловой. После этого матча Навратилова начала новую победную серию, продолжавшуюся 74 игры подряд, — результат, не превзойдённый по сей день. К апрелю Мандликова поднимается до третьего места в рейтинге, высшего в карьере. До конца года она выиграла ещё два турнира и дважды побывала в полуфиналах турниров Большого шлема на Открытом чемпионате Франции и на Уимблдоне. В первом случае на её пути в финал стал Навратилова, во втором — вторая ракетка мира Эверт. Она также выиграла три турнира и дошла до финала Открытого чемпионата Франции в парном разряде и второй раз подряд победила в Кубке Федерации со сборной ЧССР, снова выиграв все свои матчи и принеся команде победное очко в финальной встрече с австралийками.
В 1985 году Мандликова выигрывает свой третий турнир Большого шлема, теперь Открытый чемпионат США. В полуфинале и финале она последовательно победила Эверт и Навратилову. В парном разряде она побеждает в пяти турнирах, в двух из них — с австралийкой Венди Тёрнбулл. Они также доходят до полуфинала на Уимблдоне и Открытом чемпионате США, завоевав право в участии в итоговом турнире года. Мандликова в третий раз подряд завоёвывает со сборной Кубок Федерации, одержав семь побед в семи матчах (пять в одиночном и две в парном разряде).
В 1986 году Мандликова первый и последний раз в карьере выигрывает итоговый турнир года. Это произошло в марте, в парном турнире, где её партнёршей была Тёрнбулл. В одиночном разряде на этом турнире Мандликова также показывает свой лучший результат, дойдя до финала. В полуфинале она победила Эверт, а в финале уступила Навратиловой. Этот год и дальше развивался для неё удачно: она дошла до полуфинала Открытого чемпионата Франции в одиночном и парном разрядах, до финала Уимблдонского турнира также в обоих разрядах (как и в Virginia Slims Championships, обыграла в одиночном разряде Эверт и уступила Навратиловой) и, наконец, до финала Открытого чемпионат США в парах. На каждом из трёх турниров Большого шлема в парном разряде на её пути к победе становилась Навратилова, один раз в паре с Андреа Темешвари и дважды с Пэм Шрайвер. Мандликова дошла и до финала Кубка Федерации, где на этот раз её команда потерпела поражение от американок. В конце года она второй раз подряд участвовала в итоговом турнире сезона (в связи с тем, что Открытый чемпионат Австралии был перенесён с конца года на начало и в 1986 году не проводился). В одиночном разряде она дошла до четвертьфинала, а в паре с Тёрнбулл до полуфинала и в итоге поднялась на высшую для себя седьмую строчку в рейтинге теннисисток в парном разряде.

### Последние годы
В начале 1987 года Мандликова выиграла три турнира в одиночном разряде, среди них Открытый чемпионат Австралии, где в финале она победила Навратилову, и один турнир в парах (с Тёрнбулл). В последующие месяцы на её пути несколько раз становилась юная Штеффи Граф, победившая её в финалах турниров в Амелия-Айленд и Цюрихе и полуфинальном матче Кубка Федерации. Ещё дважды её останавливала Эверт. Травмы не позволяли ей выступить в полную силу на Открытом чемпионате Франции, она пропустила Уимблдон и дошла только до четвёртого круга на Открытом чемпионате США. После поражения в четвёртом круге она разбила табло на корте и обрушилась на рефери с потоком брани. После этого она отказалась участвовать в послематчевой конференции, запершись от журналистов в туалете. Несмотря на эти неудачи, в конце года Мандликова в очередной раз попала на чемпионат Virginia Slims, но там уступила в первом же матче. В итоге выигранные в начале года турниры оказались последними в её карьере в одиночном разряде.
В 1988 году разрыв бедренной мышцы не позволил Мандликовой участвовать в соревнованиях с Уимблдонского турнира и до конца сезона. Её возвращение состоялось только в конце декабря, в первом розыгрыше Кубка Хопмана, где она со своим новым соотечественником Патом Кэшем дошла до финала и уступила там своим прежним соотечественникам Суковой и Мечиржу.
В течение 1989 года Мандликова добилась ряда успехов, главным из которых становится победа в Открытом чемпионате США в парном разряде, где с ней играла Навратилова. В финале им противостояла постоянная партнёрша Навратиловой Пэм Шрайвер. Мандликова выиграла в этом сезоне ещё один турнир с Навратиловой и один со Шрайвер. В одиночном разряде Навратилова дважды побеждала её в турнирах Большого шлема и ещё дважды в турнирах менее высокого ранга, а в других турнирах на её пути становились новые звёзды: Граф (трижды), Сукова, Габриэла Сабатини, Моника Селеш.
Мандликова ещё дважды выходила в финал турниров в парах в первой половине 1990 года, один раз со Шрайвер, второй — с Яной Новотной, но заявила о прекращении активной теннисной карьеры в связи с усталостью после Уимблдонского турнира 1990 года. В это время ей было 28 лет. В 1994 году её имя было занесено в списки Международного зала теннисной славы.

## Участие в финалах турниров Большого шлема за карьеру

### Одиночный разряд (8)

#### Победы (4)
| Год  | Турнир                           | Покрытие | Соперница в финале  | Счёт в финале   |
| ---- | -------------------------------- | -------- | ------------------- | --------------- |
| 1980 | Открытый чемпионат Австралии     | Трава    | Венди Тёрнбулл      | 6-0, 7-5        |
| 1981 | Открытый чемпионат Франции       | Грунт    | Сильвия Ханика      | 6-2, 6-4        |
| 1985 | Открытый чемпионат США           | Хард     | Мартина Навратилова | 7-63, 1-6, 7-62 |
| 1987 | Открытый чемпионат Австралии (2) | Трава    | Мартина Навратилова | 7-5, 7-61       |

#### Поражения (4)
| Год  | Турнир                     | Покрытие | Соперница в финале  | Счёт в финале |
| ---- | -------------------------- | -------- | ------------------- | ------------- |
| 1980 | Открытый чемпионат США     | Хард     | Крис Эверт          | 7-5, 1-6, 1-6 |
| 1981 | Уимблдонский турнир        | Трава    | Крис Эверт          | 2-6, 2-6      |
| 1982 | Открытый чемпионат США (2) | Хард     | Крис Эверт          | 3-6, 1-6      |
| 1986 | Уимблдонский турнир (2)    | Трава    | Мартина Навратилова | 6-71, 3-6     |

### Женский парный разряд (4)

#### Победа (1)
| Год  | Турнир                 | Покрытие | Партнёр             | Соперницы в финале             | Счёт в финале |
| ---- | ---------------------- | -------- | ------------------- | ------------------------------ | ------------- |
| 1989 | Открытый чемпионат США | Хард     | Мартина Навратилова | Мэри-Джо Фернандес Пэм Шрайвер | 5-7, 6-4, 6-4 |

#### Поражения (3)
| Год  | Турнир                     | Покрытие | Партнёр            | Соперницы в финале              | Счёт в финале |
| ---- | -------------------------- | -------- | ------------------ | ------------------------------- | ------------- |
| 1984 | Открытый чемпионат Франции | Грунт    | Клаудиа Коде-Кильш | Мартина Навратилова Пэм Шрайвер | 6-4, 2-6, 2-6 |
| 1986 | Уимблдонский турнир        | Трава    | Венди Тёрнбулл     | Мартина Навратилова Пэм Шрайвер | 1-6, 3-6      |
| 1986 | Открытый чемпионат США     | Хард     | Венди Тёрнбулл     | Мартина Навратилова Пэм Шрайвер | 4-6, 6-3, 3-6 |

## Титулы за карьеру (46)

### Одиночный разряд (27)
| №   | Дата        | Турнир                                     | Покрытие | Соперница в финале  | Счёт в финале   |
| --- | ----------- | ------------------------------------------ | -------- | ------------------- | --------------- |
| 1.  | 26 фев 1978 | Милан, Италия                              | Грунт    | Гана Страхонова     | 7-5, 6-2        |
| 2.  | 15 окт 1978 | Барселона, Испания                         | Грунт    | Сабина Симмондс     | 6-1, 5-7, 6-3   |
| 3.  | 4 фев 1979  | Монреаль, Канада                           | Ковёр    | Лесли Аллен         | 7-6, 6-2        |
| 4.  | 22 июл 1979 | Открытый чемпионат Австрии, Кицбюэль       | Грунт    | Сильвия Ханика      | 2-6, 7-5, 6-3   |
| 5.  | 2 дек 1979  | Мельбурн, Австралия                        | Трава    | Венди Тёрнбулл      | 6-3, 6-2        |
| 6.  | 16 дек 1979 | Аделаида, Австралия                        | Трава    | Вирджиния Рузичи    | 7-5, 2-2 отказ  |
| 7.  | 23 дек 1979 | Nabisco NSW Open, Сидней, Австралия        | Трава    | Беттина Бунге       | 6-3, 3-6, 6-3   |
| 8.  | 24 авг 1980 | Мауа, Нью-Джерси, США                      | Хард     | Андреа Джегер       | 6-70, 6-2, 6-2  |
| 9.  | 28 сен 1980 | Атланта, США                               | Ковёр    | Венди Тёрнбулл      | 6-3, 7-5        |
| 10. | 2 ноя 1980  | Стокгольм, Швеция                          | Ковёр    | Беттина Бунге       | 6-2, 6-2        |
| 11. | 16 ноя 1980 | Амстердам, Нидерланды                      | Ковёр    | Вирджиния Рузичи    | 5-7, 6-2, 7-5   |
| 12. | 30 ноя 1980 | Открытый чемпионат Австралии, Мельбурн     | Трава    | Венди Тёрнбулл      | 6-0, 7-5        |
| 13. | 14 дек 1980 | Аделаида (2)                               | Трава    | Сью Баркер          | 6-2, 6-4        |
| 14. | 22 фев 1981 | Хьюстон, США                               | Хард (I) | Беттина Бунге       | 6-4, 6-4        |
| 15. | 6 июн 1981  | Открытый чемпионат Франции, Париж          | Грунт    | Сильвия Ханика      | 6-2, 6-4        |
| 16. | 30 авг 1981 | Мауа (2)                                   | Хард     | Пэм Касале          | 6-2, 6-2        |
| 17. | 8 янв 1984  | Вашингтон, США                             | Ковёр    | Зина Гаррисон       | 6-1, 6-1        |
| 18. | 15 янв 1984 | VS of California, Окленд, США              | Ковёр    | Мартина Навратилова | 7-66, 3-6, 6-4  |
| 19. | 5 фев 1984  | Хьюстон (2)                                | Ковёр    | Мануэла Малеева     | 6-4, 6-2        |
| 20. | 25 мар 1984 | VS of Dallas, США                          | Ковёр    | Кэти Джордан        | 7-63, 3-6, 6-1  |
| 21. | 1 апр 1984  | Бостон, США                                | Ковёр    | Хелена Сукова       | 7-5, 6-0        |
| 22. | 24 фев 1985 | VS of California, Окленд (2)               | Ковёр    | Крис Эверт          | 6-2, 6-4        |
| 23. | 9 мар 1985  | Принстон, США                              | Ковёр    | Катарина Линдквист  | 6-3, 7-5        |
| 24. | 7 сен 1985  | Открытый чемпионат США, Нью-Йорк           | Хард     | Мартина Навратилова | 7-63, 1-6, 7-62 |
| 25. | 4 янв 1987  | Брисбен, Австралия                         | Трава    | Пэм Шрайвер         | 6-2, 2-6, 6-4   |
| 26. | 24 янв 1987 | Открытый чемпионат Австралии, Мельбурн (2) | Трава    | Мартина Навратилова | 7-5, 7-61       |
| 27. | 29 мар 1987 | Вашингтон (2)                              | Ковёр    | Барбара Поттер      | 6-4, 6-2        |

### Женский парный разряд (19)
| №   | Дата        | Турнир                                             | Покрытие | Партнёр             | Соперница в финале                | Счёт в финале  |
| --- | ----------- | -------------------------------------------------- | -------- | ------------------- | --------------------------------- | -------------- |
| 1.  | 10 дек 1979 | Аделаида, Австралия                                | Трава    | Вирджиния Рузичи    | Сью Баркер Пэм Шрайвер            | 6-1, 3-6, 6-2  |
| 2.  | 5 мая 1980  | Открытый чемпионат Италии, Рим                     | Грунт    | Рената Томанова     | Адриана Вильягран Иванна Мадруга  | 6-4, 6-4       |
| 3.  | 3 ноя 1980  | Porsche Tennis Grand Prix, Фильдерштадт, ФРГ       | Хард (I) | Бетти Стове         | Кэти Джордан Энн Смит             | 6-4, 7-5       |
| 4.  | 10 ноя 1980 | Амстердам, Нидерланды                              | Ковёр    | Бетти Стове         | Джоанна Расселл Мима Яушовец      | 7-6, 7-6       |
| 5.  | 23 янв 1984 | Марко-Айленд, Флорида, США                         | Грунт    | Гелена Сукова       | Андреа Джегер Энн Хоббс           | 3-6, 6-2, 6-2  |
| 6.  | 9 апр 1984  | Хилтон-Хед-Айленд, Южная Каролина, США             | Грунт    | Клаудиа Коде-Кильш  | Шарон Уолш Энн Хоббс              | 7-5, 6-2       |
| 7.  | 23 апр 1984 | Орландо, США                                       | Грунт    | Клаудиа Коде-Кильш  | Венди Тёрнбулл Энн Хоббс          | 6-0, 1-6, 6-3  |
| 8.  | 18 фев 1985 | VS of California, Окленд, США                      | Ковёр    | Венди Тёрнбулл      | Розалин Фэрбенк Кэнди Рейнольдс   | 4-6, 7-5, 6-1  |
| 9.  | 15 апр 1985 | Sunkist Championships, Амелия-Айленд, Флорида, США | Грунт    | Розалин Фэрбенк     | Карлинг Бассетт Крис Эверт        | 6-1, 2-6, 6-2  |
| 10. | 14 окт 1985 | Porsche Tennis Grand Prix, Фильдерштадт (2)        | Ковёр    | Пэм Шрайвер         | Карина Карлссон Тина Шойер-Ларсен | 6-2, 6-1       |
| 11. | 28 окт 1985 | European Indoors, Цюрих, Швейцария                 | Ковёр    | Андреа Темешвари    | Клаудиа Коде-Кильш Гелена Сукова  | 6-4, 3-6, 7-5  |
| 12. | 18 ноя 1985 | Family Circle NSW Open, Сидней, Австралия          | Трава    | Венди Тёрнбулл      | Розалин Фэрбенк Кэнди Рейнольдс   | 3-6, 7-65, 6-4 |
| 13. | 24 фев 1986 | VS of California, Окленд (2)                       | Ковёр    | Венди Тёрнбулл      | Бонни Гадусек Гелена Сукова       | 7-65, 6-1      |
| 14. | 17 мар 1986 | VS Championships, Нью-Йорк, США                    | Ковёр    | Венди Тёрнбулл      | Клаудиа Коде-Кильш Гелена Сукова  | 6-4, 6-74, 6-3 |
| 15. | 29 дек 1986 | Брисбен, Австралия                                 | Трава    | Венди Тёрнбулл      | Бетси Нагельсен Элизабет Смайли   | 6-4, 6-3       |
| 16. | 9 фев 1987  | VS of California, Окленд (3)                       | Ковёр    | Венди Тёрнбулл      | Зина Гаррисон Габриэла Сабатини   | 6-4, 7-64      |
| 17. | 6 мар 1989  | VS of Indian Wells, США                            | Хард     | Пэм Шрайвер         | Гретхен Мейджерс Розалин Фэрбенк  | 6-3, 6-74, 6-3 |
| 18. | 3 апр 1989  | Хилтон-Хед-Айленд (2)                              | Грунт    | Мартина Навратилова | Мери-Лу Дэниелс Венди Проса       | 6-4, 6-1       |
| 19. | 28 авг 1989 | Открытый чемпионат США, Нью-Йорк                   | Хард     | Мартина Навратилова | Мэри-Джо Фернандес Пэм Шрайвер    | 5-7, 6-4, 6-4  |

## Участие в центральных турнирах за карьеру

### Одиночный разряд
| Турнир                          | 1978 | 1979 | 1980 | 1981 | 1982 | 1983 | 1984 | 1985 | 19861 | 19862 | 1987 | 1988 | 1989 | 1990 | Итого | В / П за карьеру |
| ------------------------------- | ---- | ---- | ---- | ---- | ---- | ---- | ---- | ---- | ----- | ----- | ---- | ---- | ---- | ---- | ----- | ---------------- |
| Открытый чемпионат Австралии    | A    | 1/4  | П    | 1/4  | 2R   | 2R   | A    | 1/2  | -     | -     | П    | 1/4  | 4R   | 3R   | 2/10  | 33-8             |
| Открытый чемпионат Франции      | 2R   | 1/4  | 1/2  | П    | 1/2  | 1/4  | 1/2  | 1/4  | 1/2   | 1/2   | 2R   | 2R   | 1R   | A    | 1/12  | 40-11            |
| Уимблдонский турнир             | A    | 4R   | 4R   | Ф    | 2R   | 4R   | 1/2  | 3R   | Ф     | Ф     | A    | 3R   | 4R   | 2R   | 0/11  | 35-11            |
| Открытый чемпионат США          | 3R   | 2R   | Ф    | 1/4  | Ф    | 1/4  | 1/4  | П    | 4R    | 4R    | 4R   | A    | 3R   | A    | 1/11  | 42-10            |
| Итоговый турнир Avon / VS / WTA | A    | A    | A    | 1/4  | A    | 1R   | 1/4  | 1/2  | Ф     | 1/4   | 1R   | A    | 1R   | A    | 0/8   | 8-9              |

### Парный разряд
| Турнир                          | 1982 | 1983 | 1984 | 1985 | 19861 | 19862 | 1987 | 1988 | 1989 | 1990 | Итого | В / П за карьеру |
| ------------------------------- | ---- | ---- | ---- | ---- | ----- | ----- | ---- | ---- | ---- | ---- | ----- | ---------------- |
| Открытый чемпионат Австралии    | A    | A    | A    | 1R   | -     | -     | 1/4  | 1/4  | 1R   | 1R   | 0/5   | 6-5              |
| Открытый чемпионат Франции      | 3R   | 1/4  | Ф    | 3R   | 1/2   | 1/2   | 1R   | 3R   | 3R   | A    | 0/8   | 20-8             |
| Уимблдонский турнир             | 2R   | 2R   | 1/4  | 1/2  | Ф     | Ф     | A    | 2R   | 3R   | A    | 0/7   | 15-7             |
| Открытый чемпионат США          | 3R   | 2R   | 3R   | 1/2  | Ф     | Ф     | 3R   | A    | П    | A    | 1/7   | 22-6             |
| Итоговый турнир Avon / VS / WTA | A    | A    | A    | A    | П     | 1/2   | A    | A    | A    | A    | 1/2   | 4-1              |

## Тренерская карьера
По окончании выступлений Гана Мандликова занялась тренерской работой. Она стала постоянным тренером Яны Новотной, которая с её помощью победила на Уимблдоне. Она была также капитаном чешской сборной в Кубке Федерации. Под её руководством сборная дошла до полуфинала Кубка Федерации в Мировой группе в 1997 году.